# Decs
Decs est un village et une commune du comitat de Tolna en Hongrie.

## Histoire
La ville est jumelée avec :
- Cormeilles (Eure) (France) depuis 2001.